# Schneeeule
Die Schneeeule (Bubo scandiacus, Syn.: Bubo scandiaca, Nyctea scandiaca, auch Schnee-Eule) ist eine Vogel-Art aus der Familie der Eigentlichen Eulen (Strigidae), die zu den charakteristischen Vögeln der arktischen Tundra zählt.
Sie galt lange Zeit als die einzige Art der Gattung Nyctea und wurde daher taxonomisch entsprechend isoliert von den anderen Eulenarten betrachtet. Molekularbiologische Untersuchungen haben jedoch gezeigt, dass sie zu den Uhus (Bubo) gehört und nah mit dem Virginia-Uhu (B. virginianus) und dem Magellanuhu (B. magellanicus) verwandt ist. Die äußeren Unterschiede zu den Uhus, etwa die weiße Gefiederfarbe und die dicht befiederten Füße und Zehen, können als Anpassung an den arktischen Lebensraum erklärt werden. Die Schneeeule steht auf der Roten Liste gefährdeter Arten.

## Aussehen

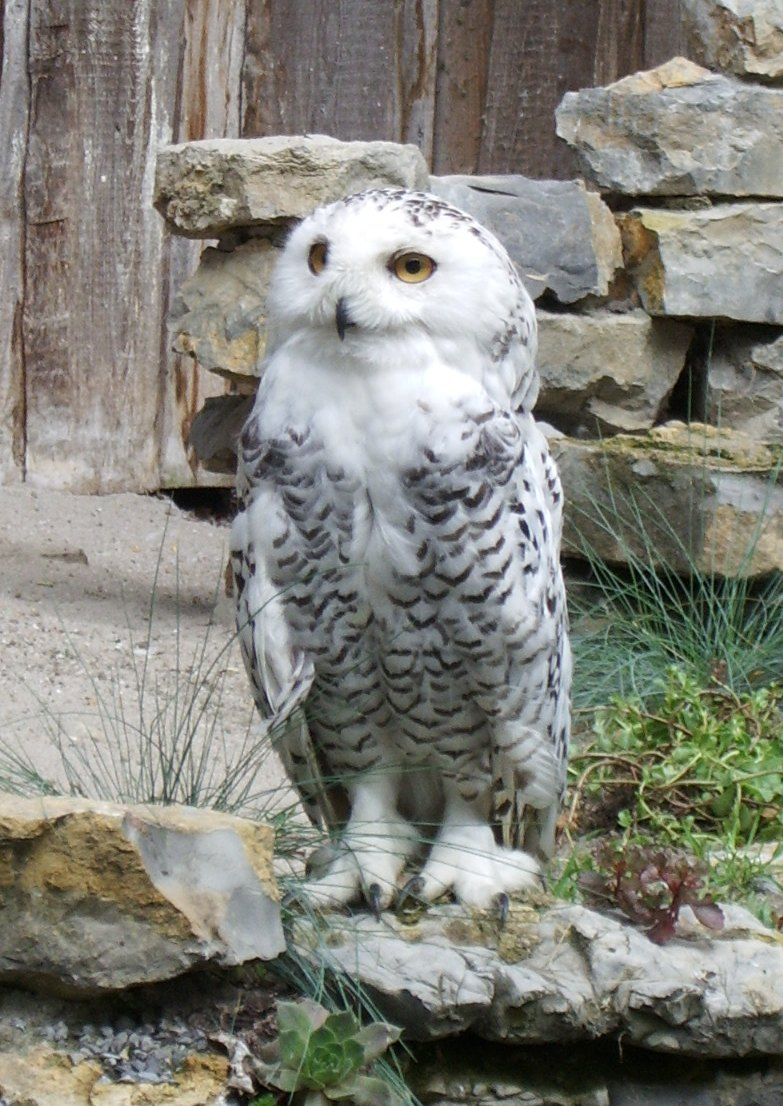
Schneeeule, Weibchen

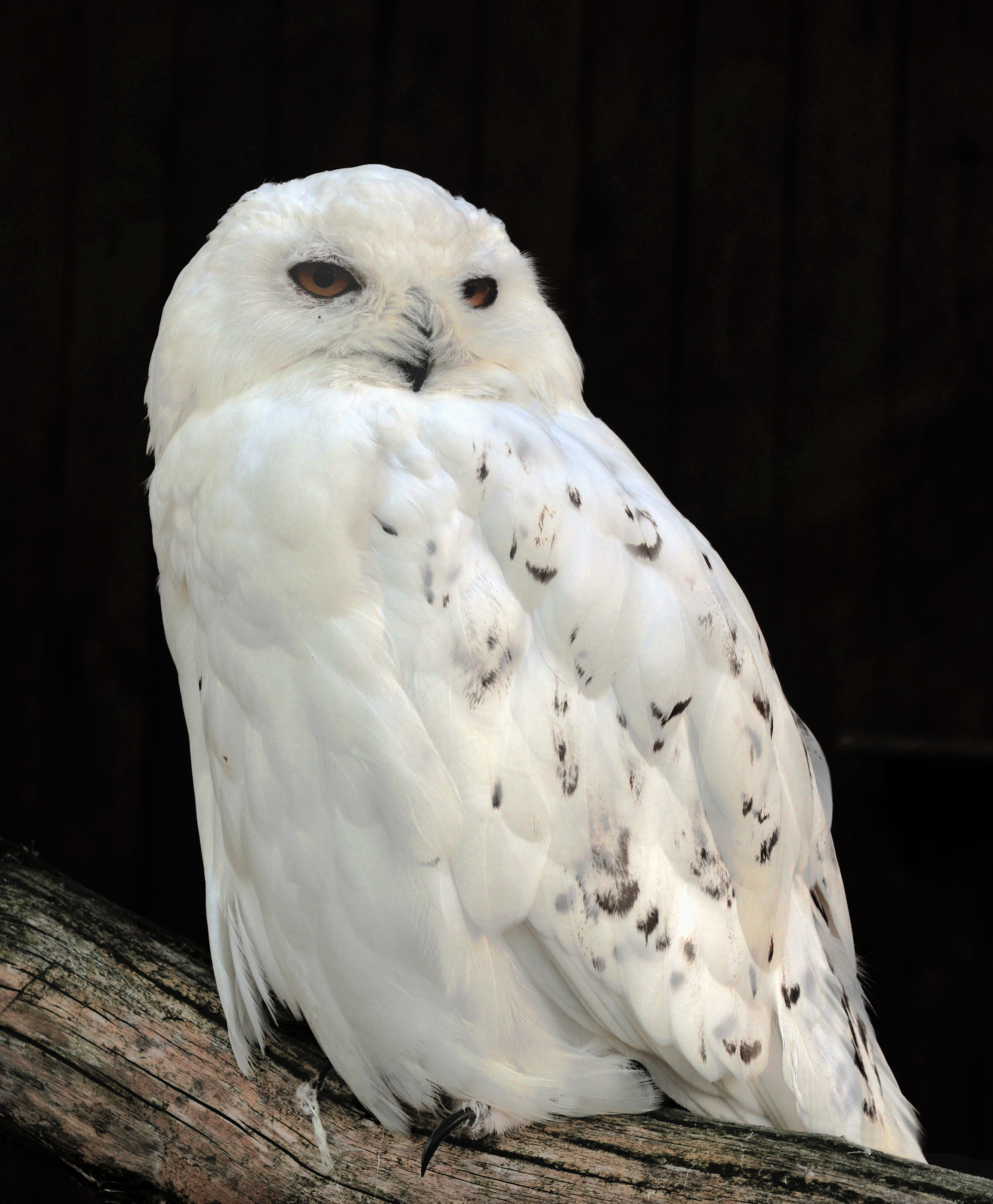
Schneeeule, Männchen

Die Schneeeule erreicht fast die Größe des Uhus (Bubo bubo). Die Körperlänge ausgewachsener Vögel beträgt etwa 53 bis 65 cm. Die Männchen sind dabei wie bei vielen anderen Eulenarten etwas kleiner als die Weibchen. Sie erreichen im Durchschnitt eine Länge von 58 cm, Weibchen werden dagegen durchschnittlich 63 cm groß. Ähnliches gilt für das Körpergewicht: ausgewachsene Schneeeulen wiegen zwischen 1,6 und 2,5 Kilogramm (Männchen durchschnittlich 1700, Weibchen 2100 Gramm). Die Flügelspannweite beträgt 145 bis 157 Zentimeter.
Das Federkleid ausgewachsener Männchen wird mit zunehmendem Alter fast völlig weiß. Weibchen und jüngere Vögel haben dagegen dunkle Flecken und Bänder oder Querlinien auf ihrem weißen Gefieder. Die Jungvögel haben ein anthrazitgraues Federkleid.
Der Kopf der Schneeeule ist rund. Auffällig ist, dass der schwarze Schnabel überwiegend von so genannten Vibrissen bedeckt ist. Dies sind dichte, feine weiße Federn. Die Iris der Augen ist goldgelb gefärbt. Ähnlich wie der Uhu verfügt auch die Schneeeule über Federohren; diese sind jedoch deutlich weniger ausgeprägt und werden nur selten aufgerichtet. Die Füße und Zehen sind dicht befiedert – diese dichte, schneeschuhartige Befiederung dient der Wärmeisolation und verhindert, dass die Eule im Schnee einsinkt.

## Stimme
Schneeeulen sind außerhalb der Brutzeit sehr schweigsam. Während der Balzzeit dagegen gibt das Männchen am Brutplatz ein lautes, raues Krächzen und ein tiefes bellendes „hu“ von sich, was dem Anlocken von Weibchen und der Revierabgrenzung dient. Diese Rufe sind in der Tundra über mehrere Kilometer hinweg zu hören. Das Weibchen lässt während dieser Zeit gelegentlich ein helleres Krächzen hören, das jedoch deutlich leiser ist. Die Vögel haben noch weitere Laute im Repertoire. Dazu gehören zischende Laute, mit denen die Jungeulen die Elternvögel um Futter anbetteln, gackernde „ka.ka.ka“-Rufe als Warnrufe und dem Möwenschrei ähnliche „Kjaa“-Rufe, wenn sie während der Brut gestört werden.

## Verbreitung

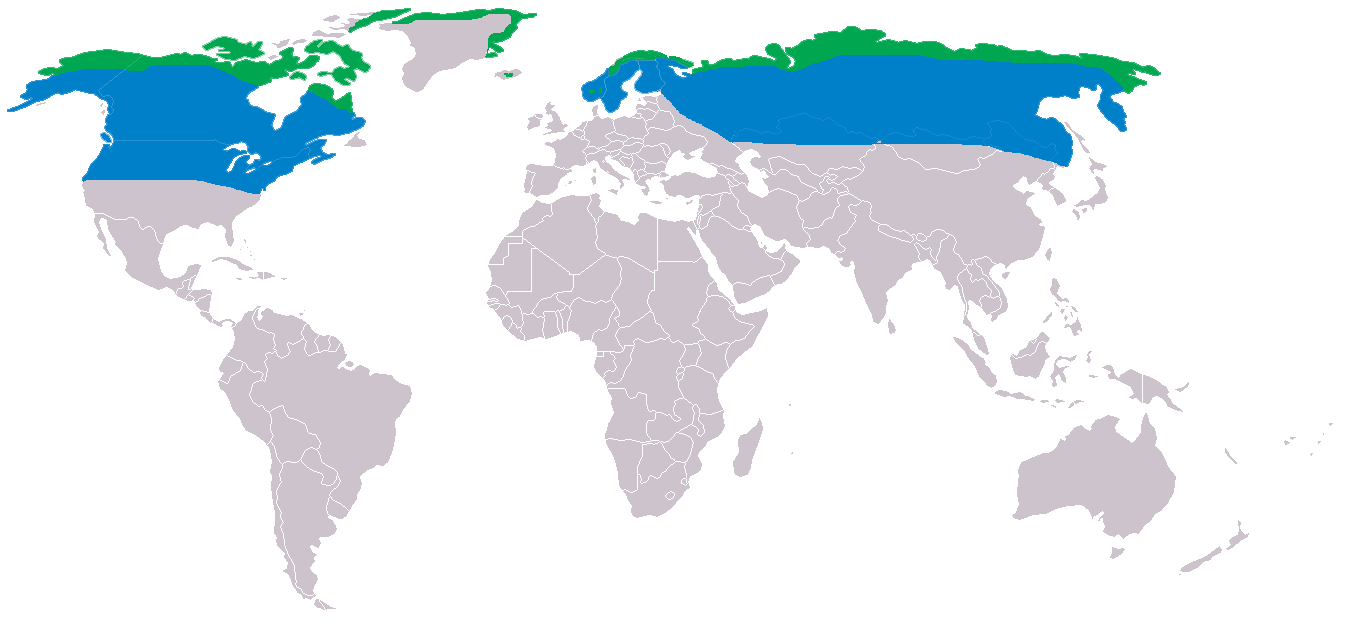
Verbreitungsareal der Schneeeule
- Sommer- und Brutgebiet
- Wintergebiet

Die Schneeeule hat eine zirkumpolare Verbreitung und kommt in Tundrengebieten von Island, Nordeuropa, Sibirien, Alaska, Kanada und Grönland vor. Die südlichsten Vorkommen, etwa in Norwegen, finden sich in Gebirgen. Von 1967 bis 1975 brüteten auf den Shetland-Inseln Schneeeulen.
Die Schneeeule ist innerhalb ihres Verbreitungsgebietes ein so genannter „Überlebenswanderer“, d. h., sie passt sich dem jeweiligen Nahrungsangebot an. Ihr Vorkommen ist dabei von den Bestandsschwankungen der Lemminge, ihrer Hauptbeute, abhängig. In sehr kalten, schneereichen Wintern oder nach einem Zusammenbruch der Population der Lemminge weichen Schneeeulen nach Süden bis nach Mittelrussland, Zentralasien, in die Mandschurei und die nördlichen USA aus. Sie kommen dann gelegentlich auch bis ins nördliche Mitteleuropa.
Mit Hilfe von GPS-Sendern ließ sich nachweisen, dass einige Tiere den arktischen Winter über der zugefrorenen arktischen See verbringen, um dort Wasservögel zu jagen.
Früher ging die IUCN von 200.000 bis 300.000 Brutpaaren auf der Welt aus. Genauere Untersuchungen von Birdlife kamen 2019 auf nur 14.000 Brutpaare weltweit. Damit wurde die Art als Aussterben bedroht eingestuft.

## Lebensraum
Die Schneeeule lebt nördlich bzw. oberhalb der Waldgrenze in übersichtlichem Gelände, etwa in Moor- und Heidegebieten. In der Arktis überwintern sie in windgefegten, schneearmen Bereichen der Tundra, in Skandinavien vor allem in den Fjälls. Die Brutgebiete liegen meistens erhöht in Gebieten, die früh schneefrei sind.
Wenn sie weiter im Süden überwintern, halten sie sich auf landwirtschaftlich genutzten Flächen auf.

## Nahrung und Nahrungserwerb

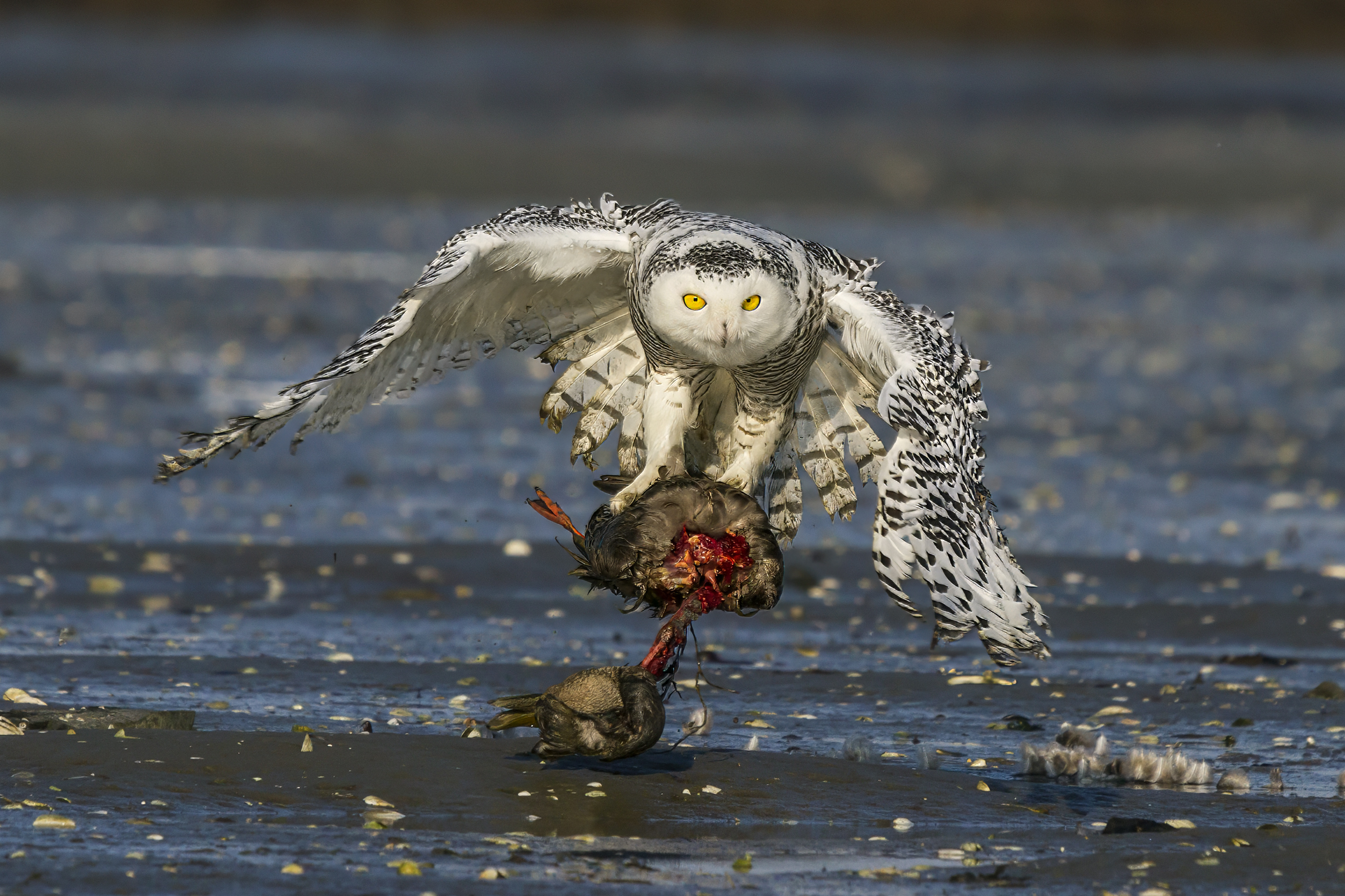
Schneeeule bei der Jagd

Schneeeulen jagen anders als die meisten übrigen Eulen auch tagsüber, meist von bodennahen Ansitzwarten wie Felsbrocken, Baumstämmen u. Ä. aus. Mit ihrem geradlinigen und Gleitphasen enthaltenden Flug überwinden sie in geringer Höhe kurze Distanzen. Verfehlen sie ihre Beute im Flug, laufen sie ihr nach und springen dabei flatternd auf. Da die Schneeeule beim Laufen die Zehen spreizt, wirkt die dichte Befiederung an den Läufen wie ein Schneeschuh und befähigt sie, auch im Schnee ihre Beute einzuholen. Bei sehr lockerem Schnee verhindert die Schneeeule ein Einsinken zusätzlich auch durch das Spreizen von Schwanz und Flügeln. Schneeeulen suchen während ihrer Jagd auch gezielt Verstecke ab oder versuchen sogar, die Beute aus ihrem Bau zu treiben.
Ähnlich wie der Uhu ist auch die Schneeeule ein opportunistischer Jäger, der als Beutetier alles nutzt, was er schlagen kann. Die Beute besteht meist aus kleinen Säugetieren wie Mäusen, vor allem aber aus Lemmingen. Sie können jedoch durchaus Tiere bis zur  Größe von Schneehasen und Enten erbeuten. In Küstengebieten ist auch schon die Jagd auf Fische und sogar Seevögel beobachtet worden. Die Vögel schlagen sie im Flug, das Fischfangverhalten ist bislang noch weitestgehend unerforscht. Bei sehr ungünstigen Nahrungsbedingungen jagen sie auch Eisfüchsen oder Kornweihen die Beute ab (Kleptoparasitismus) oder fressen Aas wie an die Küste angespülte Fische.

## Verhalten

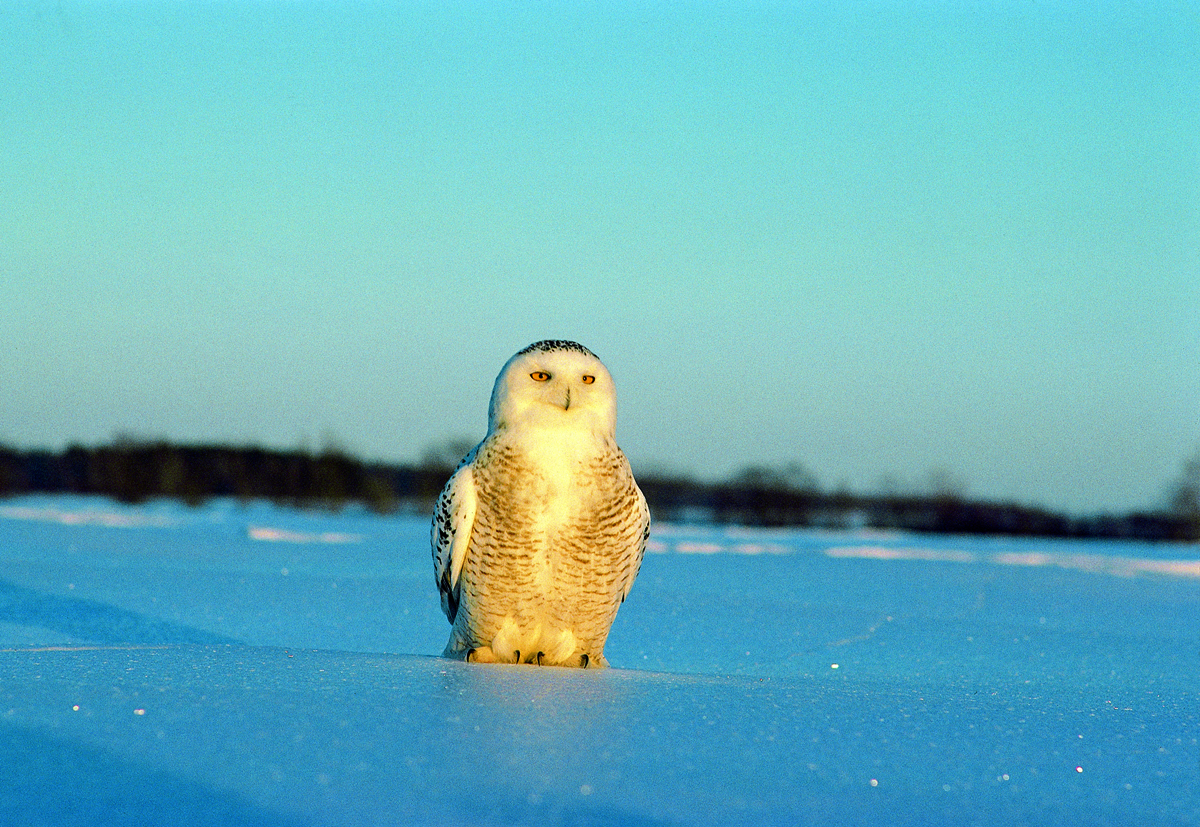
Schneeeule in Québec (Kanada)

Spezifische Aktivitätsphasen lassen sich bei der Schneeeule nicht festlegen. Sie jagt bevorzugt während der Dämmerung, allerdings kann der Beutefang vor allem während der Jungenaufzucht auch zu jeder anderen Tageszeit beobachtet werden. Die maximale Aktivität richtet sich offensichtlich nach den Aktivitätszeiten der Hauptbeutetiere, die bei den Lemmingen in der Nacht und bei Schneehühnern am Tag liegt.
Schneeeulen suchen als Bewohner der Tundra keine Deckung, sondern sitzen meist ziemlich exponiert auf Hügeln, Steinen oder Baumstämmen. Dabei ruhen Schneeeulen oft stundenlang ohne eine Bewegung aufrecht sitzend oder leicht vornüber gebeugt, wobei die Füße und Flügel von lockerem Körpergefieder umhüllt sind. Die Eulen suchen nur bei starker Sonnenbestrahlung einen Unterstand auf, bei Regen und Schneefall bleiben sie sitzen.
Außerhalb der Brutzeit führen die Eulen ein einzelgängerisches Leben und verteidigen ihre Jagdgebiete gegen Artgenossen. Nur in extrem schweren Wintern kommt es zu einer lockeren Schwarmbildung.
Man geht davon aus, dass die Anpaarung bereits außerhalb der Brutsaison erfolgt, da der arktische Sommer sehr kurz ist. Während der Brutzeit sind die Eulen extrem aggressiv gegen Artgenossen und Raubtiere, bei der Revierverteidigung kommt es zu heftigen Kämpfen der Männchen in der Luft und auf dem Boden, bis die Reviergrenzen festgelegt sind.
Gegenüber Feinden ist die Schneeeule eher scheu und weicht ihnen lieber aus, statt sich zu verstecken. Durch ihre Position auf Erhöhungen kann sie nahende Gefahren sehr schnell ausmachen und entsprechend reagieren. Ob die weiße Färbung zusätzliche Tarnfunktion hat, ist umstritten, da die Tiere besonders während der Brutsaison in der schneefreien Jahreszeit durch das weiße Gefieder besonders auffällig sind. Bei der Verteidigung des Nestes besitzen die Eulen ein großes Repertoire von Drohgebärden, die von einem einfachen Aufreißen des Schnabels und Sträuben des Gefieders bis zu einer Angriffsstellung mit erhobenen Flügeln und fauchenden Warnrufen reicht. Bei weitergehender Bedrohung erfolgt ein Angriff mit Krallen und Schnabel sowie in Form von Angriffsflügen auf den potentiellen Feind.

## Fortpflanzung

### Balz und Paarung

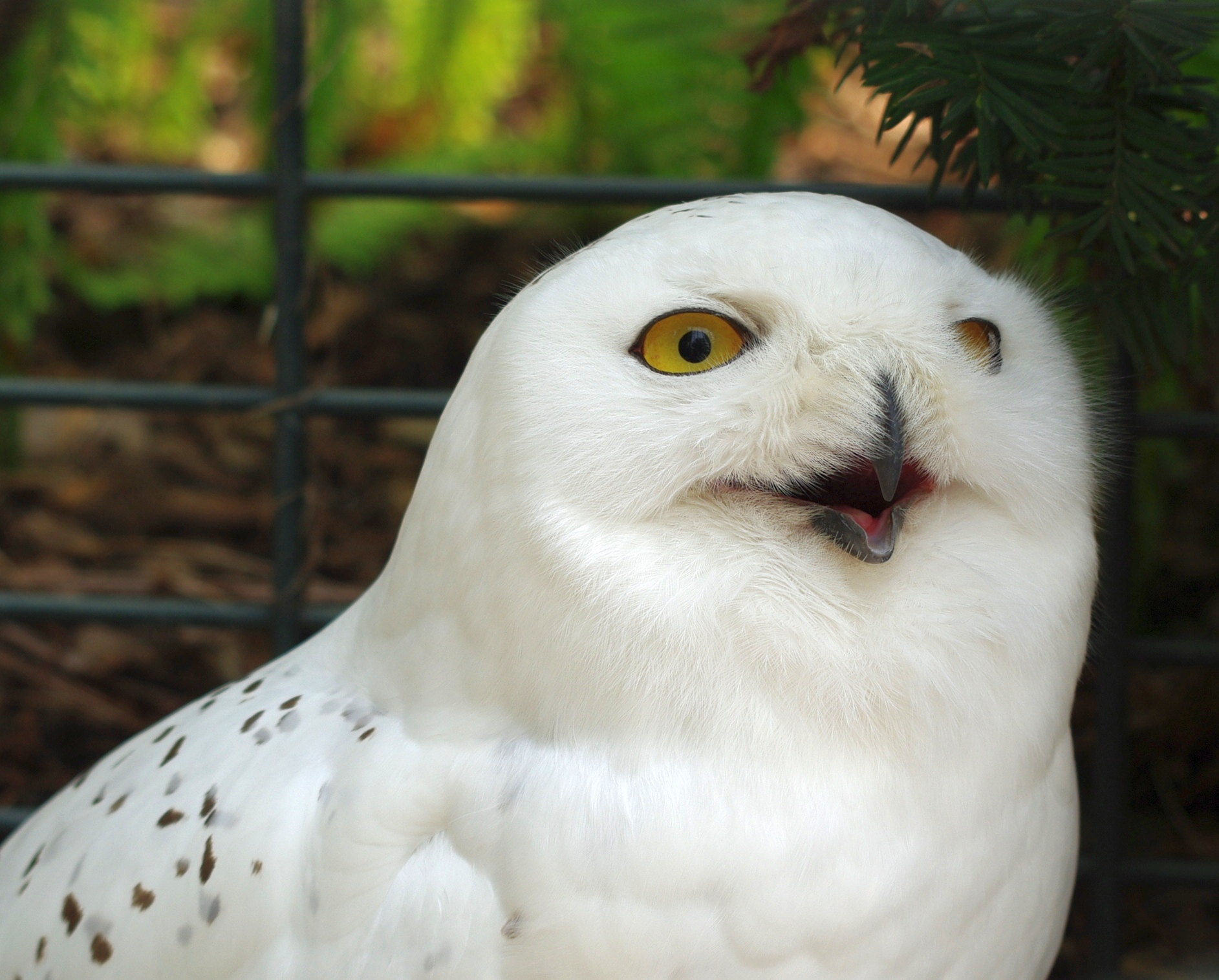
Kopf eines Männchens

Schneeeulen werden erst Ende des zweiten Lebensjahres fortpflanzungsfähig. Sie führen eine Saisonehe und sind während dieser Zeit weitgehend monogam. Die Balzzeit beginnt bereits mitten im Winter. Nähert sich ein Weibchen, beginnt das am Boden sitzende Männchen mit Lockrufen und angedeuteten Nestscharr-Bewegungen. Danach führt das Männchen Balzflüge aus, bei denen es mitunter so langsam fliegt, bis es nach unten durchsackt. Erst kurz bevor es den Boden berührt, wuchtet es sich mit kraftvollen Flügelschlägen wieder nach oben. Während des Balzfluges trägt das Männchen in der Regel einen toten Lemming im Schnabel, den es nach Ende des Balzfluges dem Weibchen vorlegt. Es folgen Gesangsduette beider Partner, und das Männchen zeigt dem Weibchen potentielle Brutplätze, indem es sich in einer „Engelstellung“ mit gehobenen, aber nicht geöffneten Flügeln darüber stellt und das Beutegeschenk ablegt. Ohne die Übergabe eines solchen Futtergeschenks kommt es nicht zur Verpaarung. Bei Paarungsbereitschaft sucht das Weibchen Körperkontakt und nimmt danach eine vorgebeugte Paarungsstellung ein. Die Verpaarung erfolgt, indem sich das Männchen auf den Rücken des Weibchens stellt und seitlich leicht abrutscht, um den Kloakenkontakt zu ermöglichen, dabei stützt es sich mit den Flügeln am Boden ab.

### Brut

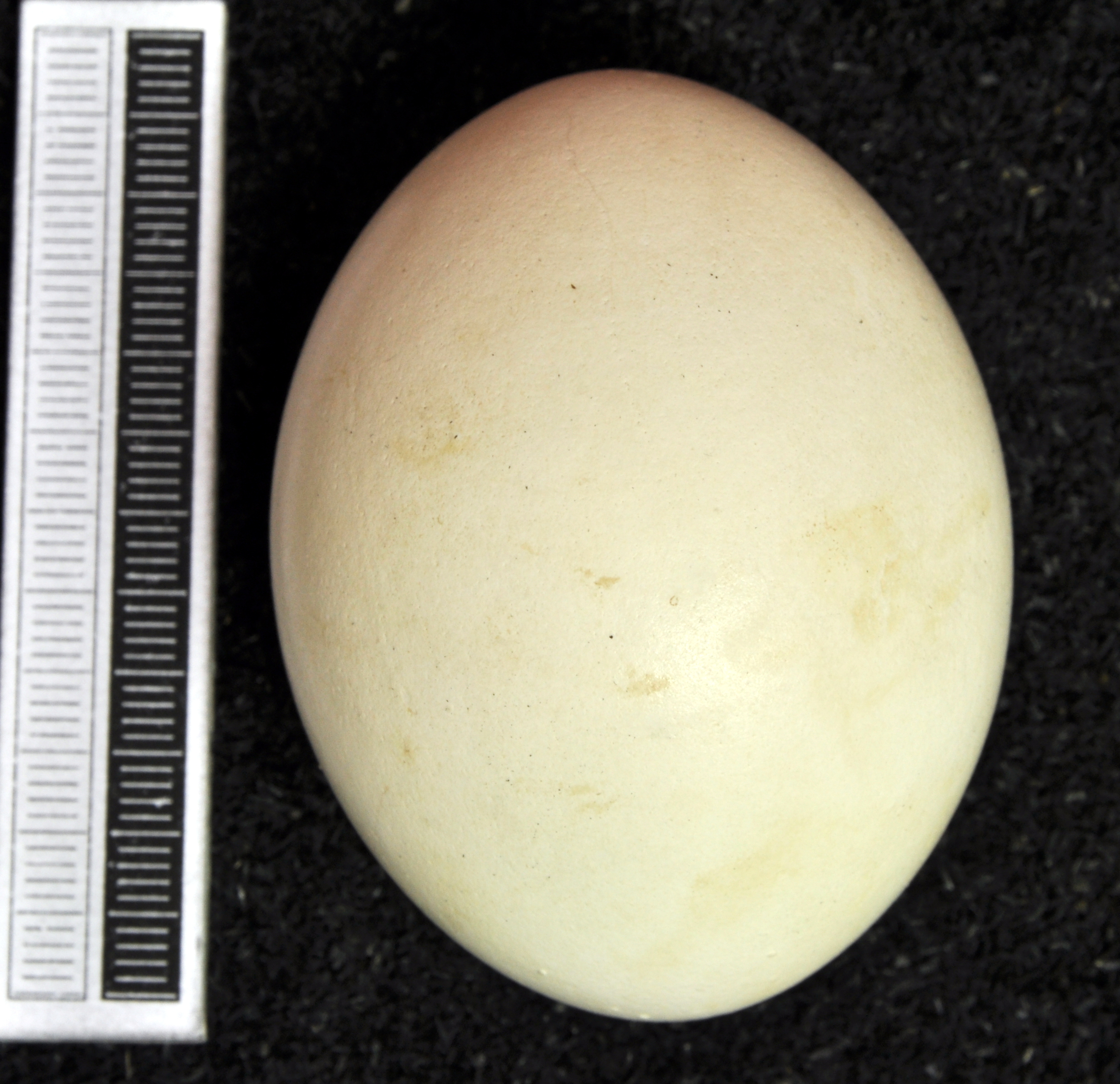
Ei, Sammlung Museum Wiesbaden

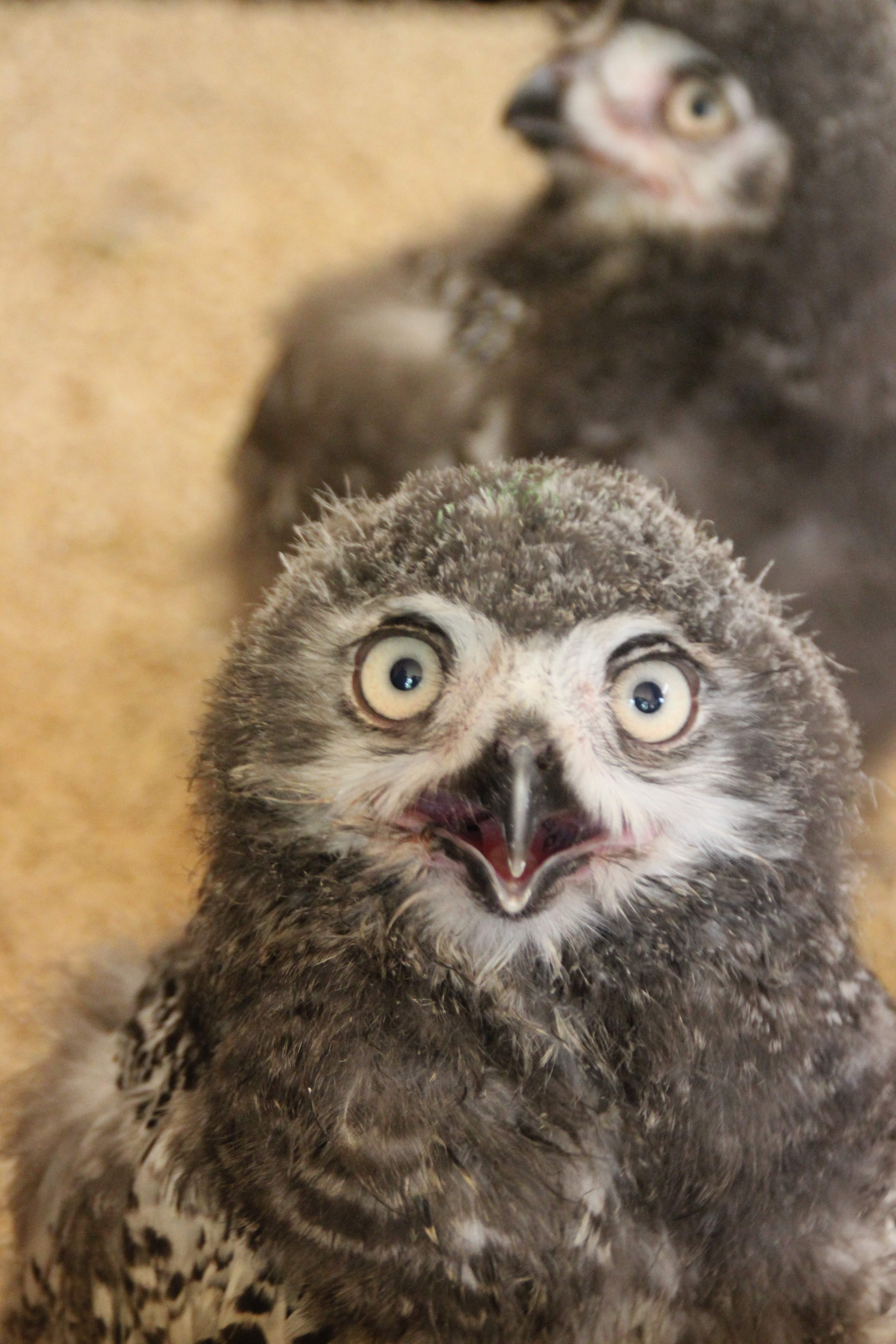
Junge Schneeeulen

Anschließend an die Balz beginnt im Mai die Brut. Als Brutplatz bevorzugt die Schneeeule Gebiete mit zahlreichen Felsrücken, Vorsprüngen und kleinen Hügeln. Das Weibchen scharrt auf einer erhöhten, schneefreien Stelle eine Erdmulde aus  und legt je nach Nahrungsangebot 3–11 Eier, jeweils im Abstand von zwei Tagen. Nach etwa einem Monat schlüpfen die Jungvögel wiederum im 2-Tages-Abstand, sodass innerhalb einer Brut große Altersdifferenzen auftreten können. Wenn nicht genügend Futter für alle Küken vorhanden ist, sterben jüngere und kleinere Küken zuerst. Während das Weibchen die Eier bebrütet, wird es vom Männchen mit Nahrung versorgt. Nach weiteren 6–7 Wochen sind dann die Jungvögel flügge.
Der Bruterfolg schwankt von Jahr zu Jahr stark. Er hängt vor allem vom Bestand der Lemminge ab. Bei einer hohen Dichte von Lemmingen kommt ein Paar mit einer Reviergröße von zwei Quadratkilometern aus. Der kurze arktische Sommer lässt den gerade selbständig gewordenen Jungvögeln nur wenig Zeit, notwendige Jagderfahrung zu sammeln. Daher ist die Mortalität unter den Jungvögeln sehr hoch.

## Natürliche Feinde
Abgesehen von Raubmöwen und Polarfüchsen, die unbewachte Nester plündern, besitzen die Schneeeulen kaum natürliche Feinde.

## Gefährdung
Früher wurden in Kanada zahlreiche Eulen in ihren südlichen Winterquartieren abgeschossen. Heute kommen hier aber nur  selten illegale Abschüsse auf Schneeeulen vor. Durch LKW-Verkehr gibt es vor allem in Alaska und Kanada relativ hohe Unfallverluste, die jedoch den Gesamtbestand nicht sehr belasten. In Skandinavien wird ein leicht abnehmender Trend der Bestandszahlen registriert, der wahrscheinlich mit der globalen Erwärmung sowie mit den zunehmenden Störungen durch menschliche Aktivitäten im Zusammenhang steht.
Die Weltnaturschutzunion IUCN stuft die Art in der Roten Liste gefährdeter Arten aufgrund von abnehmenden Bestandszahlen in Nordamerika als gefährdet (Vulnerable) ein. Als unsicher gelten allerdings die Bestandszahlen in Skandinavien und Russland und die gesamte Bestandsverminderung. Sollte diese unter dem bisher ermittelten Wert liegen, wird die Schneeeule als stark gefährdet (Endangered) eingestuft werden müssen.

## Sonstiges
- Die Schneeeule ist der offizielle Vogel der kanadischen Provinz Québec.[6]
- Sie war auch das Maskottchen der Fußball-Weltmeisterschaft der Frauen 2015 in Kanada.
- Hedwig, die Eule von Harry Potter, ist eine Schneeeule. Bei Hedwig handelt es sich in den Büchern um ein völlig weißes weibliches Tier. In der Natur haben aber nur die Männchen ein weißes Gefieder, darum wird sie in den Verfilmungen von einer männlichen Eule dargestellt. Bei Hedwig handelt es sich um einen Phantasievogel.
- Die in der Netzkultur etablierte O RLY?-Eule ist eine Schneeeule.
- Hugo von Blomberg widmete einer weißen Eule ein Gedicht: Tief im Schlummer Alles liegt/ Nur vom Mond bewacht/ Eine weiße Eule fliegt/ Lautlos durch die Nacht/ Wie ein Todesahnen glitt/ Sie vorüber dicht/ Bringt wohl leisen Schauer mit/ Aber Schrecken nicht.[7]

## Belege

### Einzelbelege
1. ↑  König et al., S. 317
2. ↑  Lars Svensson (Text, Karten), Killian Mullarney, Dan Zetterström (Illustrationen und Bildlegenden): Der Kosmos Vogelführer: alle Arten Europas, Nordafrikas und Vorderasiens. 2. Auflage. Kosmos, Stuttgart 2011, ISBN 978-3-440-12384-3, S. 224 f. (schwedisch: Fågelguiden. Übersetzt von Peter H. Barthel).
3. ↑  Snowy Owl – A Marine Species? (Englisch) sciencedaily.com vom 24. Dezember 2008, abgerufen am 11. Januar 2016.
4. ↑  Wolfgang Scherzinger: Korrekturen zur Bestandsschätzung gefährdeter Eulenarten. Eulen-Rundblick 72, 2022, S. 70–71.
5. ↑  Bubo scandiacus in der Roten Liste gefährdeter Arten der IUCN 2017.3. Eingestellt von: BirdLife International, 2017. Abgerufen am 10. Dezember 2017.
6. ↑  The National Bird Project: Snowy Owl, auf Canadiangeographic.ca, abgerufen am 14. Februar 2019.
7. ↑  Hugo von Blomberg: Bilder und Romanzen. Verlag Eduard Trewendt, Breslau 1860, Seite 231